# انتخابات در هند

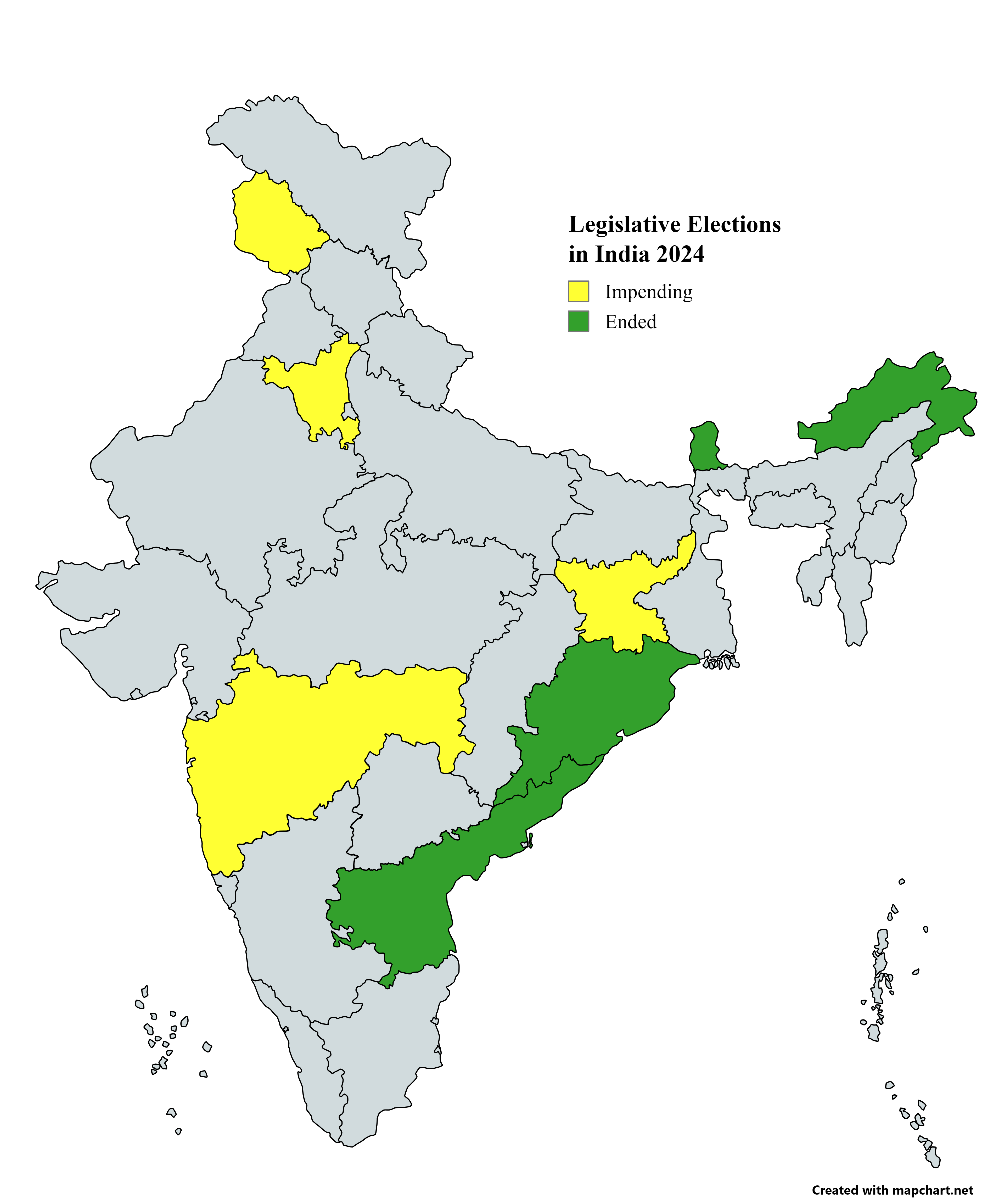
این نقشه، انتخابات قانون‌گذاری ایالتی ورودی در هند در سال ۲۰۲۴ را نشان می‌دهد.

هند دارای حکومت فدرال نامتقارن است که سران آن در سطوح فدرال، ایالتی و محلی انتخابی هستند. در سطح ملی رئیس این کشور که نخست‌وزیر است توسط اعضای مجلس سفلای هند (لوک‌سابا) انتخاب می‌شود. برگزاری انتخابات را کمیسیون انتخابات هند بر عهده دارد. دو عضو این مجلس را نخست‌وزیر منصوب می‌کند و دیگران هر پنج سال یک بار بر اساس نظام نخست‌نفری انتخاب می‌شوند. اعضای راجیا سابا (مجلس علیای هند) توسط اعضای منتخب مجالس قانون‌گذاری ایالتی و مجمع گزینندگان سرزمین‌های متحد هند انتخاب می‌شوند.
در انتخابات سراسری ۲۰۱۴، ۸۶۳٬۵۰۰٬۰۰۰ هندی (مشتمل بر افراد بالاتر از ۱۸ سال) شرکت کردند. این تعداد بیش از کل آمار اتحادیه اروپا و ایالات متحده روی هم است. هزینه‌ی انتخابات از سال ۱۹۸۹ سه برابر شده و تقریباً به ۳۰۰ میلیون دلار رسیده است. این در حالی است که بیش از یک میلیون دستگاه رأی‌گیری خودکار در این کشور استفاده می‌شود. حجم عظیم انتخابات، حکومت را مجبور به برگزاری آن در چند مرحله کرده‌است. انتخابات سراسری ۲۰۱۴ در ۹ مرحله برگزار شد. این مراحل شامل اعلام تاریخ‌های انتخابات تا اعلام نتایج را شامل می‌شوند. بدین ترتیب راه تشکیل دولت جدید تسهیل می‌شود.